# Ixiochlamys filicifolia
Ixiochlamys filicifolia là một loài thực vật có hoa trong họ Cúc. Loài này được Dunlop mô tả khoa học đầu tiên năm 1980.